# Dicranomyia (Dicranomyia) bugledichae
Dicranomyia (Dicranomyia) bugledichae is een tweevleugelige uit de familie steltmuggen (Limoniidae). De soort komt voor in het Australaziatisch gebied.